# Nina (ópera)

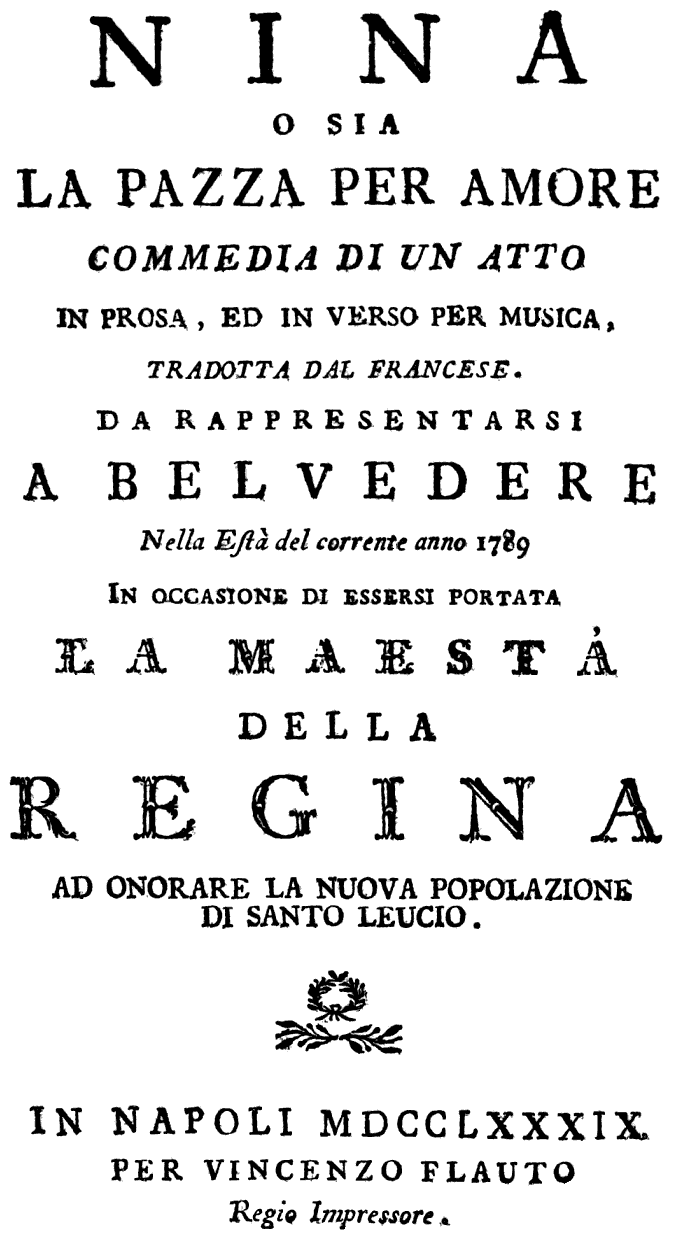
Portada del libreto, 1789

Nina, o sia La pazza per amore (también conocida simplemente como Nina) es una ópera, descrita como una comedia en prosa y en verso para musica, en dos actos de Giovanni Paisiello con libreto italiano de Giambattista (también Giovanni Battista) Lorenzi según la traducción de Giuseppe Carpani de Nina, ou La folle par amour de Benoît-Joseph Marsollier, ambientada por Nicolas Dalayrac en 1786. La obra es una comedia sentimental con diálogo hablado y recitativo. Está ambientada en Italia en el siglo XVIII. Nina se representó por primera vez en una versión de un acto en el Teatro del Reale Sito di Belvedere en Caserta, San Leucio el 25 de junio de 1789. La obra revisada y familiar en dos actos se presentó en el Teatro dei Fiorentini de Nápoles en el otoño de 1790.

## Roles
- Nina (soprano)
- Lindoro, su amante/Un Pastor (tenor)
- El Conde, su padre (bajo)
- Susanna, su compañera (mezzosoprano)
- Giorgio, el ayuda de cámara del conde (bajo)
- Un músico (tenor)
- Segundo músico
- Personal y pacientes en el sanatorio (coro)

## Discografía
- Arts Music Hans Ludwig Hirsch, 1998
- Ricordi, Riccardo Muti, 2000
- Nuova Era Richard Bonynge, 2003
- (DVD) en Internet Movie Database (en inglés)., Ádám Fischer, 2002 (Opera de Zúrich)
- Archipel Ennio Gerelli, 2007